# 耳噛じる
『耳噛じる』（みみかじる）は、日本のロックバンド・マキシマム ザ ホルモンの1枚目のフルアルバム。2002年10月23日にミミカジルよりリリースされた。

## 概要
- ジャケットは漫☆画太郎の書き下ろしイラスト。このアルバムからジャケットに漫☆画太郎のイラストを起用している。当アルバムが発表された当時、アルバムのジャケットのイラストをプロの漫画家に依頼する事が流行していたので、「マキシマム ザ ホルモンだったら漫☆画太郎だろう」ということになり依頼した[1]。依頼の際、他のバンドのジャケットを用意し、「こういう奴らの耳をかじってやりたいんです」などの文面と共に漫☆画太郎にファックスした。数日後に突然ジャケットのラフ画がFAXで送付され、ミミカジルのスタッフは驚いたそうである[2]。
- タイトルはレーベルのミミカジルより来ている。
- 「ポリスマンファック」「パトカー燃やす」の2曲は、ナヲがボーカルの曲のため、ダイスケはんがドラムを担当している。また、歌詞が掲載されていない。（警察批判の曲であるため）
- このアルバムより、「亮君」が「マキシマムザ亮君」に、バンド名を背負うという意味で、勝手に改名している[1]。また、曲解説がこのアルバムで初めてされた。
- 2015年3月5日、同年2月末の製造・出荷分をもって廃盤となったことを公式サイトにて発表。同年11月に発売された映像作品集『Deka Vs Deka 〜デカ対デカ〜』には本作から「三品-SANPIN-」「NOBODYS」以外の楽曲がリアレンジ・再レコーディングの上で収録されたCD『耳噛じる 真打』が付属している。それに伴い『耳噛じる』に収録されている旧アレンジでのライブ演奏は2015年、ナヲの妊活によるライブ活動休止前に行われた全国ツアー「『封印』～それでは皆さんマタニティ～」でのアンコールとワンマンライブ「白い暴動～あの頃、僕らは白Tだった～」を以て封印となり、2017年のライブ活動再開以降は『耳噛じる 真打』でのアレンジで演奏されている。

## 収録曲
| 全作詞・作曲: マキシマムザ亮君（特記以外）。 |                                                                 |                              |                              |      |
| #                                            | タイトル                                                        | 作詞                         | 作曲・編曲                   | 時間 |
| 1.                                           | 「握れっっ!!」                                                  | マキシマムザ亮君（特記以外） | マキシマムザ亮君（特記以外） | 3:41 |
| 2.                                           | 「ジョニー鉄パイプ」(作詞: ダイスケはん・亮君 / 作曲: 亮君)     | マキシマムザ亮君（特記以外） | マキシマムザ亮君（特記以外） | 1:54 |
| 3.                                           | 「アバラ・ボブ」                                                | マキシマムザ亮君（特記以外） | マキシマムザ亮君（特記以外） | 2:28 |
| 4.                                           | 「ジョニー・ママミヤ・カリフォニア〜ジョニー鉄パイプII〜」      | マキシマムザ亮君（特記以外） | マキシマムザ亮君（特記以外） | 1:04 |
| 5.                                           | 「三品-SANPIN-」(作詞: ダイスケはん)                            | マキシマムザ亮君（特記以外） | マキシマムザ亮君（特記以外） | 1:37 |
| 6.                                           | 「薄気味ビリー」                                                | マキシマムザ亮君（特記以外） | マキシマムザ亮君（特記以外） | 3:27 |
| 7.                                           | 「NOBODYS」(作詞・作曲: Nobodys / 編曲: マキシマム ザ ホルモン) | マキシマムザ亮君（特記以外） | マキシマムザ亮君（特記以外） | 1:09 |
| 8.                                           | 「人間エンピ」                                                  | マキシマムザ亮君（特記以外） | マキシマムザ亮君（特記以外） | 4:00 |
| 9.                                           | 「パトカー燃やす」(ボーナストラック)                            | マキシマムザ亮君（特記以外） | マキシマムザ亮君（特記以外） | 0:40 |
| 10.                                          | 「ポリスマンファック」(ボーナストラック)                        | マキシマムザ亮君（特記以外） | マキシマムザ亮君（特記以外） | 1:14 |
| 合計時間:                                    | 合計時間:                                                       | 21:14                        |                              |      |

### 曲解説
- 握れっっ!!
- 2015年のライブまではアンコールの定番曲だった。
- ジョニー鉄パイプ
『肉コップ』収録。
- 三品-SANPIN-
この曲のみ、曲解説はダイスケはん担当。曲解説もダイスケはんがやっている。
- NOBODYS
Nobodysのカバー作品。「I Hate Fuckin' Myself」と「Why Can You Stand?」を2曲をメドレー形式にしている。
- 人間エンピ
後にシングル『包丁・ハサミ・カッター・ナイフ・ドス・キリ／霊霊霊霊霊霊霊霊魔魔魔魔魔魔魔魔』でセルフカバー。
- パトカー燃やす
この曲は、ダイスケはんが、ドラムを叩いている。
- ポリスマンファック
この曲もナヲがボーカルの為、ダイスケはんがドラムを叩いている。